# 松平信彰
松平 信彰（まつだいら のぶたか）は、江戸時代中期から後期にかけての大名。丹波国亀山藩の第4代藩主。官位は従五位下紀伊守。形原松平家14代当主。

## 略歴
天明2年（1782年）11月5日、第3代藩主・松平信道の長男として丹波亀山で誕生。
寛政3年（1791年）3月、父の死去により10歳で家督を継いだ。寛政8年（1796年）12月、従五位下・紀伊守に叙任される。
享和2年（1802年）9月21日（または9月20日）に死去。享年21。跡を養子・信志が継いだ。

## 系譜
- 父：松平信道（1762-1791）
- 母：不詳
- 正室：松平忠告娘
- 養子
  - 男子：松平信志（1785-1816） - 松平庸孝の長男